# Straßenbahn Pirmasens
| Streckenlänge: | 2,525 km            |                             |               |
| Spurweite: | 1000 mm (Meterspur) |                             |               |
| |                     |                             |               |
| \| \| \| Übergang zur Biebermühlbahn \| \| \| \| Hauptbahnhof \| \| \| \| Exerzierplatz \| \| \| \| Krankenhaus \| |                     |                             |               |
| |                     | Übergang zur Biebermühlbahn |               |
| U-Bahn-Kopfbahnhof Streckenanfang (Strecke außer Betrieb)                                                          |                     | Hauptbahnhof                | Hauptbahnhof  |
| U-Bahn-Haltepunkt / Haltestelle (Strecke außer Betrieb)                                                            |                     | Exerzierplatz               | Exerzierplatz |
| U-Bahn-Kopfbahnhof Streckenende (Strecke außer Betrieb)                                                            |                     | Krankenhaus                 | Krankenhaus   |

Die Straßenbahn Pirmasens war das Straßenbahn-System der rheinland-pfälzischen Stadt Pirmasens. Sie verkehrte von 1905 bis 1943 und wurde durch den Oberleitungsbus Pirmasens ersetzt, der von 1941 bis 1967 bestand. Beide Verkehrsmittel wurden von den Stadtwerken Pirmasens betrieben, die auch heute noch für den Omnibusverkehr in der Stadt zuständig sind.

## Geschichte
Die meterspurige Straßenbahn befuhr ab 8. Juni 1905 eine 2,525 Kilometer lange eingleisige Strecke, die den Hauptbahnhof mit der Innenstadt verband. Dort befand sich die Endstation am Krankenhaus, wo auch das Depot errichtet wurde. Für die Bedienung im 7,5-Minuten-Takt waren anfangs fünf, ein Jahr später weitere zwei Triebwagen und zwei Beiwagen beschafft worden.
Während des Ersten Weltkriegs war die Straßenbahn vom 1. August 1914 bis zum 5. Juli 1919 wegen Personalmangels außer Betrieb. Obwohl der Betrieb die Krisenjahre der Nachkriegszeit überstand, suchte man in den 1930er Jahren nach einem Ersatz. Vor allem die engen Straßen der Innenstadt und der Wunsch, Außenbezirke im bergigen Gelände zu erschließen, führten zur Abkehr von der Straßenbahn. Angeregt durch den Obusbetrieb in Idar-Oberstein plante man nun auch in Pirmasens die Einführung dieses Verkehrsmittels.
Der Beginn des Zweiten Weltkriegs, der zur ersten Räumung der Stadt führte, verzögerte jedoch den Verkehrsträgerwechsel. Erst am 15. Oktober 1941 verkürzte man die Straßenbahn auf die Verbindung vom Hauptbahnhof bis zum Exerzierplatz, dem Knotenpunkt im Zentrum der Stadt. Am 3. Juli 1943 stellte die Straßenbahn schließlich auch auf dem Reststück Hauptbahnhof – Exerzierplatz den Betrieb ein.